# Vòng loại Cúp bóng đá nữ châu Á 2022
Vòng loại Cúp bóng đá nữ châu Á 2022 sẽ là vòng loại cho Cúp bóng đá nữ châu Á 2022.
Sẽ có tổng 12 đội vượt qua vòng loại thi đấu vòng chung kết tại Ấn Độ. Đội chủ nhà Ấn Độ cùng ba đội dẫn đầu giải đấu năm 2018 sẽ tự động được vượt qua vòng loại, tuy nhiên tám suất còn lại sẽ được xác định ở vòng loại, các trận đấu của vòng loại sẽ được diễn ra từ ngày 17 tháng 9–24 tháng 10 năm 2021.
Đây cũng sẽ là vòng loại đầu tiên cho Giải vô địch bóng đá nữ thế giới 2023, sẽ có tổng cộng 5 đội bóng châu Á góp mặt (cộng thêm chủ nhà Úc).

## Bốc thăm
Quần đảo Bắc Mariana đã trở thành thành viên thứ 47 của AFC trong hội nghị liên đoàn lần thứ 30 vào ngày 9 tháng 12 năm 2020, tuy nhiên, họ đã không tham dự vòng loại và cũng không đủ điều kiện tham dự vòng chung kết vì không phải là thành viên của FIFA.
Thông thường, lễ bốc thăm sẽ được diễn ra vào ngày 27 tháng 5 năm 2021, lúc 15:30 MST (UTC+8), tại Trụ sở AFC tại Kuala Lumpur, Malaysia. Tuy nhiên, do ảnh hưởng của Đại dịch COVID-19 khắp châu Á nên lễ bốc thăm đã bị hoãn lại. Vào ngày 24 tháng 6 thì lễ bốc thăm mới diễn ra, lúc 16:30 MYT (UTC+8), tại Trụ sở AFC. 28 đội sẽ được bốc thăm vào 8 bảng (4 bảng 4 đội) và (4 bảng 3 đội).
Thứ hạng của các đội sẽ được dựa trên thành tích của vòng chung kết Cúp bóng đá nữ châu Á 2018 và vòng loại (Xếp hạng tổng thể được hiển thị trong ngoặc đơn; NR là những đội không được xếp hạng). Các quy định sau đây cũng được áp dụng:
- 7 đội thể hiện ý định đóng vai trò chủ nhà vòng loại trước khi bốc thăm được bốc thăm chia thành các bảng riêng biệt.
- Các quốc gia chủ nhà này được phân vào các vị trí trong mỗi nhóm theo thứ hạng của họ:
  - Đài Bắc Trung Hoa và Myanmar ở nhóm hạt giống số 1
  - Tajikistan và Uzbekistan ở nhóm hạt giống số 2
  - Bangladesh, Indonesia, và Nepal ở nhóm hạt giống số 4 (sẽ nằm ở Bảng A–D) hoặc nhóm hạt giống số 3 (sẽ nằm ở Bảng E–G)

| Những đội tự động vào vòng bảng mà không cần thi đấu vòng loại                                                                                                  | Những đội tự động vào vòng bảng mà không cần thi đấu vòng loại                                                                                         | Những đội tự động vào vòng bảng mà không cần thi đấu vòng loại | Những đội tự động vào vòng bảng mà không cần thi đấu vòng loại | Những đội tự động vào vòng bảng mà không cần thi đấu vòng loại |
| --- | --- | -------------------------------------------------------------- | --- | -------------------------------------------------------------- |
| 1. Nhật Bản (1) 2. Úc (2) 3. Trung Quốc (3) 4. Ấn Độ (18) (chủ nhà của vòng chung kết)                                                                          | |                                                                | |                                                                |
| Tham gia vòng loại | |                                                                | |                                                                |
| Nhóm 1 | Nhóm 2 | Nhóm 3                                                         | Nhóm 4 (không có thứ hạng) |                                                                |
| 1. Thái Lan (4) 2. Hàn Quốc (5) 3. Philippines (6) 4. Jordan (7) 5. Việt Nam (8) 6. CHDCND Triều Tiên (9) (W) 7. Đài Bắc Trung Hoa (10) (H) 8. Myanmar (11) (H) | 1. Bahrain (12) (H)* 2. Iran (13) 3. Uzbekistan (14) (H) 4. Palestine (15) (H)* 5. UAE (16) 6. Singapore (17) 7. Hồng Kông (19) 8. Tajikistan (20) (H) | 1. Iraq (21) (W)                                               | 1. Afghanistan (NR) (W) 2. Bangladesh (NR) 3. Guam (NR) 4. Indonesia (NR) (H) 5. Lào (NR) 6. Liban (NR) (H)* 7. Mã Lai (NR) 8. Maldives (NR) 9. Mông Cổ (NR) 10. Nepal (NR) (H) 11. Turkmenistan (NR) (W) |                                                                |

Ghi chú
- Đội chữ đậm là những đội vượt qua vòng loại.
- (H): Chủ nhà của vòng loại
- (H)*: Chủ nhà sau khi bốc thăm
- (NR): Không có thứ hạng
- (W): Rút lui sau khi bốc thăm

Không tham dự
- Bhutan
- Brunei
- Campuchia
- Kuwait
- Kyrgyzstan
- Ma Cao (rút lui trước khi bốc thăm[10])
- Quần đảo Bắc Mariana
- Oman
- Pakistan (bị đình chỉ tham gia[10])
- Qatar
- Ả Rập Xê Út
- Sri Lanka
- Syria
- Đông Timor
- Yemen

## Các bảng
Các trận đấu sẽ diễn ra từ ngày 17 tháng 9 đến ngày 24 tháng 10 năm 2021.
| Lượt đấu   | Bảng B              | Bảng B   | Bảng C              | Bảng C   | Bảng E–H               | Bảng E–H | Bảng A               | Bảng A   | Bảng D               | Bảng D       |
| Lượt đấu   | Ngày                | Cặp trận | Ngày                | Cặp trận | Ngày                   | Cặp trận | Ngày                 | Cặp trận | Ngày                 | Cặp trận     |
| ---------- | ------------------- | -------- | ------------------- | -------- | ---------------------- | -------- | -------------------- | -------- | -------------------- | ------------ |
| Lượt đấu 1 | 23 tháng 9 năm 2021 | 1 v 3    | 24 tháng 9 năm 2021 | 2 v 1    | 17–19 tháng 9 năm 2021 | 3 v 1    | 18 tháng 10 năm 2021 | 3 v 1    | 18 tháng 10 năm 2021 | 2 v 3, 1 v 4 |
| Lượt đấu 2 | 26 tháng 9 năm 2021 | 2 v 3    | 27 tháng 9 năm 2021 | 1 v 2    | 20–22 tháng 9 năm 2021 | 2 v 3    | 21 tháng 10 năm 2021 | 2 v 3    | 21 tháng 10 năm 2021 | 3 v 1, 4 v 2 |
| Lượt đấu 3 | 29 tháng 9 năm 2021 | 1 v 2    | —                   | —        | 23–25 tháng 9 năm 2021 | 1 v 2    | 24 tháng 10 năm 2021 | 1 v 2    | 24 tháng 10 năm 2021 | 3 v 4, 1 v 2 |

### Bảng A
- Tất cả các trận đấu sẽ diễn ra tại Đài Loan, nhưng vào ngày 15 tháng 9 năm 2021, AFC xác nhận tất cả các trận đấu được diễn ra tại Bahrain do những quy định về những người nước ngoài đến Đài Loan.
- Thời gian được liệt kê là UTC+3.

| VT | Đội               | ST | T | H | B | BT | BB | HS | Đ | Giành quyền tham dự |
| -- | ----------------- | -- | - | - | - | -- | -- | -- | - | ------------------- |
| 1  | Đài Bắc Trung Hoa | 2  | 2 | 0 | 0 | 6  | 0  | +6 | 6 | Vòng chung kết      |
| 2  | Bahrain (H)       | 2  | 0 | 1 | 1 | 0  | 2  | −2 | 1 |                     |
| 3  | Lào               | 2  | 0 | 1 | 1 | 0  | 4  | −4 | 1 |                     |
| 4  | Turkmenistan      | 0  | 0 | 0 | 0 | 0  | 0  | 0  | 0 | Rút lui             |

1. ↑  Đội tuyển nữ Turkmenistan đã rút lui vào ngày 6 tháng 8 năm 2021 vì ảnh hưởng của Đại dịch COVID-19.[11]

| Lào | 0–4 | Đài Bắc Trung Hoa                                              |
| --- | --- | -------------------------------------------------------------- |
|     |     | - Trần Diễm Bình 19' - Tô Dục Hiên 33' - Lại Lý Trinh 55', 60' |

| Bahrain | 0–0 | Lào |
| ------- | --- | --- |
|         |     |     |

| Đài Bắc Trung Hoa                      | 2–0 | Bahrain |
| -------------------------------------- | --- | ------- |
| - Lại Lý Trinh 60' - Chen Yen-ping 77' |     |         |

### Bảng B
- Tất cả các trận đấu sẽ diễn ra tại Tajikistan.
- Thời gian được liệt kê là UTC+5.

| VT | Đội            | ST | T | H | B | BT | BB | HS  | Đ | Giành quyền tham dự |
| -- | -------------- | -- | - | - | - | -- | -- | --- | - | ------------------- |
| 1  | Việt Nam       | 2  | 2 | 0 | 0 | 23 | 0  | +23 | 6 | Vòng chung kết      |
| 2  | Tajikistan (H) | 2  | 1 | 0 | 1 | 4  | 7  | −3  | 3 |                     |
| 3  | Maldives       | 2  | 0 | 0 | 2 | 0  | 20 | −20 | 0 |                     |
| 4  | Afghanistan    | 0  | 0 | 0 | 0 | 0  | 0  | 0   | 0 | Rút lui             |

1. ↑  Đội tuyển nữ Afghanistan đã rút lui vào đầu tháng 9 năm 2021[12], khả năng cao là vì ảnh hưởng của viêc Taliban giành lại quyền kiểm soát nước này[13][14].

| Maldives | 0–16     | Việt Nam |
| -------- | -------- | --- |
|          | Chi tiết | - Nguyễn Thị Thanh Nhã 11', 62' - Haneefa 13' (l.n.) - Nguyễn Thị Tuyết Dung 16', 65' - Nguyễn Thị Tuyết Ngân 33' - Trần Thị Thùy Trang 41' - Chương Thị Kiều 50' - Phạm Hải Yến 51', 58', 67', 73', 79', 84' - Huỳnh Như 56' - Hồ Thị Quỳnh 83' |

| Tajikistan                                            | 4–0      | Maldives |
| ----------------------------------------------------- | -------- | -------- |
| - Khalimova 2', 24' - Khudododova 14' - Sotnikova 58' | Chi tiết |          |

| Việt Nam | 7–0      | Tajikistan |
| --- | -------- | ---------- |
| - Phạm Hải Yến 14', 73' - Nguyễn Thị Bích Thùy 42', 54' - Huỳnh Như 51' - Hoàng Thị Loan 84' - Nguyễn Thị Vạn 90' | Chi tiết |            |

### Bảng C
- Cả 2 trận đấu sẽ được diễn ra tại Tajikistan.
- Thời gian được liệt kê là UTC+5.

| VT | Đội               | ST | T | H | B | BT | BB | HS | Đ | Giành quyền tham dự |
| -- | ----------------- | -- | - | - | - | -- | -- | -- | - | ------------------- |
| 1  | Indonesia         | 2  | 2 | 0 | 0 | 2  | 0  | +2 | 6 | Vòng chung kết      |
| 2  | Singapore         | 2  | 0 | 0 | 2 | 0  | 2  | −2 | 0 |                     |
| 3  | Iraq              | 0  | 0 | 0 | 0 | 0  | 0  | 0  | 0 | Rút lui             |
| 4  | CHDCND Triều Tiên | 0  | 0 | 0 | 0 | 0  | 0  | 0  | 0 | Rút lui             |

1. ↑  Đội tuyển nữ Triều Tiên đã rút lui vào ngày 29 tháng 7 năm 2021 vì ảnh hưởng của Đại dịch COVID-19.[15]. Đội tuyển nữ Iraq cũng rút lui vì lí do tuơng tự vào ngày 8 tháng 9.[16]. Vì hai lý do trên, Singapore và Indonesia sẽ thi đấu lượt đi - lượt về với nhau tại bảng C.

| Singapore | 0–1      | Indonesia    |
| --------- | -------- | ------------ |
|           | Chi tiết | - Amiatun 4' |

| Indonesia     | 1–0      | Singapore |
| ------------- | -------- | --------- |
| Nurmalita 30' | Chi tiết |           |

### Bảng D
- Tất cả các trận đấu dự kiến sẽ diễn ra tại Liban, nhưng vào ngày 15 tháng 9 năm 2021, AFC xác nhận tất cả các trận đấu được diễn ra tại Kyrgyzstan.
- Thời gian được liệt kê là UTC+6:00.

| VT | Đội     | ST | T | H | B | BT | BB | HS  | Đ | Giành quyền tham dự |
| -- | ------- | -- | - | - | - | -- | -- | --- | - | ------------------- |
| 1  | Myanmar | 3  | 3 | 0 | 0 | 14 | 0  | +14 | 9 | Vòng chung kết      |
| 2  | Liban   | 3  | 2 | 0 | 1 | 4  | 4  | 0   | 6 |                     |
| 3  | UAE     | 3  | 1 | 0 | 2 | 2  | 4  | −2  | 3 |                     |
| 4  | Guam    | 3  | 0 | 0 | 3 | 1  | 13 | −12 | 0 |                     |

| Myanmar                                                                                 | 4–0      | Liban |
| --------------------------------------------------------------------------------------- | -------- | ----- |
| - Win Theingi Tun 24' (ph.đ.) - Myat Noe Khin 64' - San Thaw Thaw 86' - July Kyaw 90+3' | Chi tiết |       |

| UAE                                     | 2–1      | Guam          |
| --------------------------------------- | -------- | ------------- |
| - Ibrahim 38' - N. Al-Adwan 81' (ph.đ.) | Chi tiết | - Talledo 28' |

| Liban       | 1–0 | UAE |
| ----------- | --- | --- |
| - Salha 54' |     |     |

| Guam | 0–8      | Myanmar |
| ---- | -------- | --- |
|      | Chi tiết | - Win Theingi Tun 4', 37' - Myat Noe Khin 14' - Khin Mo Mo Tun 50' - San Thaw Thaw 53', 85' - Pont Pont Pyae Maung 90' - July Kyaw 90+3' |

| Myanmar                             | 2–0 | UAE |
| ----------------------------------- | --- | --- |
| - Khin Mo Mo Tun 5' - Chit Chit 23' |     |     |

| Guam | 0–3 | Liban                                        |
| ---- | --- | -------------------------------------------- |
|      |     | - Haneen Tamim 29', 61' - Layla Iskandar 48' |

### Bảng E
- Tất cả các trận đấu sẽ diễn ra tại Uzbekistan.
- Thời gian được liệt kê là UTC+5.

| VT | Đội            | ST | T | H | B | BT | BB | HS  | Đ | Giành quyền tham dự |
| -- | -------------- | -- | - | - | - | -- | -- | --- | - | ------------------- |
| 1  | Hàn Quốc       | 2  | 2 | 0 | 0 | 16 | 0  | +16 | 6 | Vòng chung kết      |
| 2  | Uzbekistan (H) | 2  | 1 | 0 | 1 | 12 | 4  | +8  | 3 |                     |
| 3  | Mông Cổ        | 2  | 0 | 0 | 2 | 0  | 24 | −24 | 0 |                     |

| Mông Cổ | 0–12     | Hàn Quốc |
| ------- | -------- | --- |
|         | Chi tiết | - Choo Hyo-joo 4', 44' - Cho So-hyun 24', 54' - Lee Geum-min 30', 41' - Lee Min-a 32' - Ji So-yun 35' - Moon Mi-ra 67', 81', 89' - Park Yee-un 88' |

| Uzbekistan | 12–0     | Mông Cổ |
| --- | -------- | ------- |
| - Karachik 15' - Khabibullaeva 20', 22', 53' - Kudratova 27', 60' - Altansukh 31' (l.n.) - Sarikova 47', 63', 83' - Galimova 72' - Shoyimova 74' | Chi tiết |         |

| Hàn Quốc                                                         | 4–0      | Uzbekistan |
| ---------------------------------------------------------------- | -------- | ---------- |
| - Kamoltoeva 17' (l.n.) - Choe Yu-ri 51' - Moon Mi-ra 88', 90+4' | Chi tiết |            |

### Bảng F
- Tất cả các trận đấu sẽ diễn ra tại Uzbekistan.
- Thời gian được liệt kê là UTC+5.

| VT | Đội         | ST | T | H | B | BT | BB | HS | Đ | Giành quyền tham dự |
| -- | ----------- | -- | - | - | - | -- | -- | -- | - | ------------------- |
| 1  | Philippines | 2  | 2 | 0 | 0 | 4  | 2  | +2 | 6 | Vòng chung kết      |
| 2  | Hồng Kông   | 2  | 0 | 1 | 1 | 1  | 2  | −1 | 1 |                     |
| 2  | Nepal       | 2  | 0 | 1 | 1 | 1  | 2  | −1 | 1 |                     |

| Nepal          | 1–2      | Philippines                |
| -------------- | -------- | -------------------------- |
| - Chaudhary 9' | Chi tiết | - Annis 90' - Wilson 90+2' |

| Hồng Kông | 0–0      | Nepal |
| --------- | -------- | ----- |
|           | Chi tiết |       |

| Philippines                   | 2–1      | Hồng Kông           |
| ----------------------------- | -------- | ------------------- |
| - Annis 17' - C. McDaniel 87' | Chi tiết | - Trung Bùi Cát 61' |

### Bảng G
- Bangladesh đã từ chối làm chủ nhà bảng G.[17]
- AFC công bố Uzbekistan là chủ nhà thay thế.
- Thời gian được liệt kê là UTC+5:00.

| VT | Đội        | ST | T | H | B | BT | BB | HS  | Đ | Giành quyền tham dự |
| -- | ---------- | -- | - | - | - | -- | -- | --- | - | ------------------- |
| 1  | Iran       | 2  | 1 | 1 | 0 | 5  | 0  | +5  | 4 | Vòng chung kết      |
| 2  | Jordan     | 2  | 1 | 1 | 0 | 5  | 0  | +5  | 4 |                     |
| 3  | Bangladesh | 2  | 0 | 0 | 2 | 0  | 10 | −10 | 0 |                     |

1. 1 2  Iran và Jordan hòa nhau về điểm, hiệu số, lại hòa về đối đầu trong lượt trận cuối, nên 2 đội phải giải quyết bằng loạt sút luân lưu. Kết quả là Iran thắng Jordan 4–2 ở loạt sút luân lưu và giành quyền dự Vòng chung kết.

| Bangladesh | 0–5      | Jordan                                              |
| ---------- | -------- | --------------------------------------------------- |
|            | Chi tiết | - Jebreen 35' - Al Bitar 45' - Jbarah 62', 67', 77' |

| Iran                                                                               | 5–0      | Bangladesh |
| ---------------------------------------------------------------------------------- | -------- | ---------- |
| - Motevalli 4' - Khosravi 14' - Taherkhani 31' (ph.đ.), 61' (ph.đ.) - Dabbaghi 55' | Chi tiết |            |

| Jordan                                            | 0–0      | Iran                                              |
| ------------------------------------------------- | -------- | ------------------------------------------------- |
|                                                   | Chi tiết |                                                   |
| Loạt sút luân lưu                                 |          |                                                   |
| - A Al-Majali - B Al-Bitar - R Fraij - L Al-Masri | 2–4      | - B Taherkhani - F Adeli - Z Ghanbari - S Sadeghi |

### Bảng H
- Tất cả các trận đấu sẽ diễn ra tại Palestine.
- Thời gian được liệt kê là UTC+2:00.

| VT | Đội           | ST | T | H | B | BT | BB | HS  | Đ | Giành quyền tham dự |
| -- | ------------- | -- | - | - | - | -- | -- | --- | - | ------------------- |
| 1  | Thái Lan      | 2  | 2 | 0 | 0 | 11 | 0  | +11 | 6 | Vòng chung kết      |
| 2  | Malaysia      | 2  | 1 | 0 | 1 | 2  | 4  | −2  | 3 |                     |
| 3  | Palestine (H) | 2  | 0 | 0 | 2 | 0  | 9  | −9  | 0 |                     |

| Malaysia | 0–4      | Thái Lan                                |
| -------- | -------- | --------------------------------------- |
|          | Chi tiết | - Kanyanat 1', 37', 90+2' - Nutwadee 2' |

| Palestine | 0–2      | Malaysia             |
| --------- | -------- | -------------------- |
|           | Chi tiết | - Lee 57' - Kaur 81' |

| Thái Lan                                                              | 7–0      | Palestine |
| --------------------------------------------------------------------- | -------- | --------- |
| - Janista 45+2', 90+6' - Silawan 45+5', 76' - Irravadee 46', 51', 82' | Chi tiết |           |

## Những đội vượt qua vòng loại
Dưới dây là những đội giành quyền vào vòng chung kết.
| Đội               | Tư cách vượt qua vòng loại | Ngày vượt qua vòng loại | Các thành tích ở Cúp bóng đá nữ châu Á1                                                             |
| ----------------- | -------------------------- | ----------------------- | --------------------------------------------------------------------------------------------------- |
| Ấn Độ             | Chủ nhà                    | 5 tháng 6 năm 2020      | 8 (1979, 1981, 1983, 1995, 1997, 1999, 2001, 2003)                                                  |
| Nhật Bản          | Vô địch 2018               | 28 tháng 1 năm 2021     | 16 (1977, 1981, 1986, 1989, 1991, 1993, 1995, 1997, 1999, 2001, 2003, 2006, 2008, 2010, 2014, 2018) |
| Úc                | Á quân 2018                | 28 tháng 1 năm 2021     | 7 (1975, 1979, 2006, 2008, 2010, 2014, 2018)                                                        |
| Trung Quốc        | Hạng ba 2018               | 28 tháng 1 năm 2021     | 14 (1986, 1989, 1991, 1993, 1995, 1997, 1999, 2001, 2003, 2006, 2008, 2010, 2014, 2018)             |
| Đài Bắc Trung Hoa | Nhất Bảng A                | 24 tháng 10 năm 2021    | 13 (1977, 1979, 1981, 1989, 1991, 1993, 1995, 1997, 1999, 2001, 2003, 2006, 2008)                   |
| Việt Nam          | Nhất Bảng B                | 29 tháng 9 năm 2021     | 8 (1999, 2001, 2003, 2006, 2008, 2010, 2014, 2018)                                                  |
| Indonesia         | Nhất Bảng C                | 27 tháng 9 năm 2021     | 4 (1977, 1981, 1986, 1989)                                                                          |
| Myanmar           | Nhất Bảng D                | 24 tháng 10 năm 2021    | 4 (2003, 2006, 2010, 2014)                                                                          |
| Hàn Quốc          | Nhất Bảng E                | 23 tháng 9 năm 2021     | 12 (1991, 1993, 1995, 1997, 1999, 2001, 2003, 2006, 2008, 2010, 2014, 2018)                         |
| Philippines       | Nhất Bảng F                | 24 tháng 9 năm 2021     | 9 (1981, 1983, 1993, 1995, 1997, 1999, 2001, 2003, 2018)                                            |
| Iran              | Nhất Bảng G                | 25 tháng 9 năm 2021     | 0 (Lần đầu)                                                                                         |
| Thái Lan          | Nhất Bảng H                | 25 tháng 9 năm 2021     | 16 (1975, 1977, 1981, 1983, 1986, 1989, 1991, 1995, 1999, 2001, 2003, 2006, 2008, 2010, 2014, 2018) |

1 Chữ đậm là những năm vô địch. Chữ nghiêng là những năm chủ nhà.

## Ghi bàn
Đã có 113 bàn thắng ghi được trong 26 trận đấu, trung bình 4.35 bàn thắng mỗi trận đấu.
8 bàn thắng
- Phạm Hải Yến

5 bàn thắng
- Moon Mi-ra

3 bàn thắng
- Maysa Jbarah
- San Thaw Thaw
- Win Theingi Tun
- Irravadee Makris
- Kanyanat Chetthabutr
- Lại Lý Trinh
- Diyorakhon Khabibullaeva
- Makhliyo Sarikova

2 bàn thắng
- Behnaz Taherkhani
- Cho So-hyun
- Choo Hyo-joo
- Lee Geum-min
- Haneen Tamim
- July Kyaw
- Khin Mo Mo Tun
- Myat Noe Khin
- Tahnai Annis
- Janista Jinantuya
- Silawan Intamee
- Laylo Khalimova
- Nilufar Kudratova
- Huỳnh Như
- Nguyễn Thị Bích Thùy
- Nguyễn Thị Thanh Nhã
- Nguyễn Thị Tuyết Dung

1 bàn thắng
- April Talledo
- Trung Bùi Cát
- Baiq Amiatun
- Octavianti Dwi Nurmalita
- Golnoosh Khosravi
- Hajar Dabbaghi
- Melika Motevalli
- Choe Yu-ri
- Ji So-yun
- Lee Min-a
- Park Ye-eun
- Bana Al Bitar
- Shahnaz Jebreen
- Layla Iskandar
- Syntia Salha
- Andrea Lee
- Steffi Sarge Kaur
- Chit Chit
- Pont Pont Pyae Maung
- Bimala Chaudhary
- Camille Wilson
- Chandler McDaniel
- Nutwadee Pram-nak
- Natalia Sotnikova
- Nekubakht Khudododova
- Chen Yen-ping
- Tô Dục Hiên
- Trần Diễm Bình
- Naeema Ibrahim
- Nouf Al-Adwan
- Lyudmila Karachik
- Maftuna Shoyimova
- Saida Galimova
- Chương Thị Kiều
- Hoàng Thị Loan
- Hồ Thị Quỳnh
- Nguyễn Thị Tuyết Ngân
- Nguyễn Thị Vạn
- Trần Thị Thùy Trang

1 bàn phản lưới nhà
- Hawwa Haneefa (trận gặp Việt Nam)
- Altantuya Altansukh (trận gặp Uzbekistan)
- Nozima Kamoltoeva (trận gặp Hàn Quốc)

## Liên kết
- AFC Women's Asian Cup, the-AFC.com

Bản mẫu:AFC Women's Championship
Bản mẫu:2023 FIFA Women's World Cup qualification